# NGC 7640
NGC 7640 (również PGC 71220 lub UGC 12554) – galaktyka spiralna z poprzeczką (SBc), znajdująca się w gwiazdozbiorze Andromedy w odległości około 39 milionów lat świetlnych. Odkrył ją William Herschel 17 października 1786.